# Saussurea ussuriensis
Saussurea ussuriensis là một loài thực vật có hoa trong họ Cúc. Loài này được Maxim. miêu tả khoa học đầu tiên năm 1859.